# ماثيو كولينز (مجدف)
ماثيو كولينز (بالإنجليزية: Matthew Collins)‏ هو مجدف أمريكي، ولد في 22 مايو 1967.

## وصلات خارجية
- ماثيو كولينز على موقع الاتحاد الدولي للتجديف (الإنجليزية)